# Adriaan François Lammens
Adriaan François Lammens (Vlissingen, 9 januari 1767 - ’s-Gravenhage, 24 september 1847) was een Zeeuwse jurist, rechter en president van het Hof van Politie en Criminele Justitie in de Nederlandse kolonie Suriname. Zijn nagelaten aantekeningen en de door hem bewaarde documenten omvatten 17 banden. Deel 13 bevat een uitvoerige beschrijving van Suriname uit 1822.

## Privé-leven
Lammens groeide op in Zeeland. Zijn vader Adriaan François Lammens was griffier van Axel en later schepen van Vlissingen. Zijn moeder was Catharina Maria Keetlaer.
Lammens ontving een regentenopleiding en volgde de academische studie Romeins en hedendaags recht aan de hogeschool te Utrecht. Op 6 juni 1785 promoveerde hij op stellingen.
In januari 1788 trouwde Lammens met Suzanna Cornelia Mogge Pous. Het echtpaar kreeg 1 dochter en 3 zoons. Ze zijn gescheiden in 1799. In 1800 trouwde hij met Maria de Gelder. Uit dit huwelijk werd een dochter geboren. Maria overleed in 1825.
In 1815 was Lammens met zijn gezin naar Suriname vertrokken waar hij was benoemd als lid van het Hof van Justitie. Twee jaar na het overlijden van Maria hertrouwde hij met Carolina Maria Schouten (1804), dochter van de Surinaamse kunstenaar Gerrit Schouten. Caroline was op dat moment 23 jaar oud en Lammens 60 jaar.
Lammens had grote belangstelling voor de cultuur en de natuur in Suriname. Naast zijn werk als rechter was hij lid van het bestuur van het Surinaamse departement van de Maatschappij tot Nut van 't Algemeen. Hij schreef artikelen voor de Surinaamsche Almanak die ieder jaar verscheen. Hij was grootmeester in de vrijmetselaarsloge Concordia.
Lammens woonde met zijn gezin in een groot huis op de hoek van de Waterkant en het Gouvernementsplein. Bij de Stadsbrand van Paramaribo (1821) werd zijn huis geheel verwoest. Zijn grote verzameling, waaronder ook de tekeningen van Gerrit Schouten en zijn papieren gingen bij die brand verloren. In 1825 werd het huis herbouwd.
In 1835 kreeg Lammens eervol ontslag van zijn functies in Suriname. In 1836 keerde hij samen met Caroline terug naar Nederland. Hij overleed in 1847 op 80-jarige leeftijd in ’s-Gravenhage.

## Professionele werkzaamheden

#### Periode 1788-1796 - Vlissingen, Axel
Na zijn studie keerde Lammens terug naar Vlissingen. Hij was raad in de Vroedschap van Vlissingen van 1788 tot januari 1795 en vanaf 1793 tot 1795 was hij ook schepen van Vlissingen. In die tijd speelde de strijd tussen die Fransgezinde patriotten en de prinsgezinden. Lammens, die meer aan de kant van de patriotten stond, kwam in die periode herhaaldelijk in conflict met de prinsgezinden.
Als afgevaardigde van Vlissingen en later van Zeeland bekleedde hij verschillende functies op provinciaal en nationaal niveau. Hij was namens de stad Vlissingen lid van de Vergadering van Provisionele Representanten van het Volk van Zeeland van 16 februari 1795 tot 30 september 1795.
Van 5 oktober 1795 tot 1 maart 1796 was hij gedeputeerde namens de provincie Zeeland bij de Staten-Generaal van de Nederlanden en na het uitroepen van de Bataafse republiek was hij lid van het Comité tot de Algemene Zaken van het Bondgenootschap te Lande tot hij op eigen verzoek op 9 augustus 1796 werd ontslagen.
Van 1796 tot 1806 vervulde Lammens geen officiële functies. Hij heeft zich in die periode teruggetrokken op een bezitting van zijn vader in Axel.

#### Periode 1806-1815 - Axel, Vlissingen, Goes
Op 15 november 1806 werd Lammens benoemd tot maire (burgemeester) van Axel. Twee jaar later volgde zijn benoeming tot maire van Vlissingen. Tijdens de Walcherenexpeditie in 1809 werd Vlissingen belegerd door de Engelse troepen. Lammens stelde de gewelfde kelders van het stadhuis open voor de inwoners van de stad, als schuilplaats tegen de beschietingen.
Vlissingen stond in die tijd direct onder Frans bestuur en Lammens heeft zich tot in Parijs moeten verantwoorden voor zijn weigering om de kelders van het stadhuis te ontruimen.
In 1810 trad Lammens terug als burgemeester. Op 16 oktober 1810 werd hij benoemd tot ontvanger-partikulier van het arrondissement Goes. Deze aanstelling werd op 22 april 1814 bevestigd door Koning Willem I.

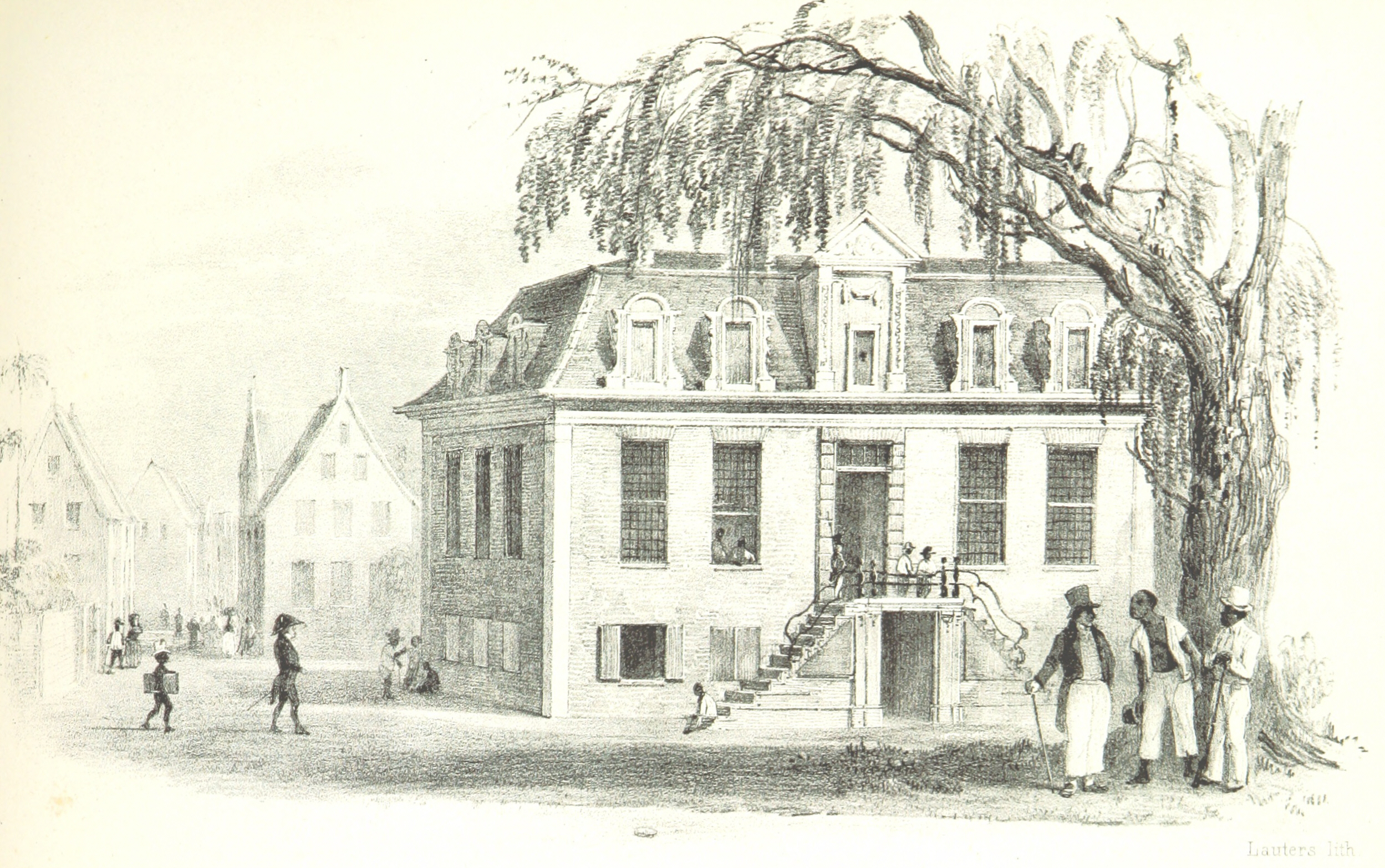
Het Hof van Civiele Justitie aan het Plein in Paramaribo. (P.J. Benoit, 1839)

#### Periode 1815-1835 - Paramaribo (Suriname)
Op 9 oktober 1815 werd Lammens bij Koninklijk Besluit benoemd tot lid van het Hof van Civiele Justitie in Suriname.
Na de Franse tijd was een nieuw reglement op de regering van Suriname in werking getreden. In dit reglement werd voorzien in een onafhankelijk gerechtshof met uitsluitend gegradueerde (afgestudeerde) leden. Op 4 juli 1816 werden de 4 nieuwe rechters, waaronder Lammens, geïnstalleerd.
Op 10 november 1824 werd hij benoemd tot President van het Hof van Civiele Justitie. In 1828 werd dit hof samengevoegd met het Hof van Politie en Criminele Justitie. Lammens werd de eerste president van het nieuwe Hof van Civiele en Criminele Justitie in Paramaribo.
In 1822 werd Lammens ook aangesteld als rechter van het Gemengd gerechtshof tot wering van de slavenhandel. Deze rechtbank was door Engeland en Nederland opgericht in 1819. Overtreders van het verbod op de slavenhandel met Afrika werden door dit gerechtshof berecht. Uit de correspondentie die Lammens voerde met zijn Engelse collega rechter C.E. Lefroy komt naar voren dat Lammens veel meer begrip had voor de belangen van de kolonie en de plantagehouders dan zijn collega, die een overtuigd abolitionist was.
Vanaf 1832 was hij ook president van het Militaire gerechtshof.
In 1835 kreeg Lammens eervol ontslag en keerde hij terug naar Nederland.
De schrijver Marten Douwes Teenstra die van 1828 tot 1834 in Suriname verbleef schrijft over Lammens: Hij was in mijn’ tijd een der eerlijkste en verdienstelijkste ambtenaren der kolonie, doch tevens een der meest miskende, omdat hij gebreken onbewimpeld durfde te bestrijden, en met nieuwe plannen ter herstelling van den voormalige bloei der kolonie Suriname voor den dag durfde komen.

## Mémoires en onuitgegeven werken met de daartoe relatieve stukken

#### Inleiding
Lammens heeft een uitgebreid dagboek (17 banden en een map met losse stukken) nagelaten. Bij deze memoires zijn ook kopieën en soms originele stukken gevoegd (de zogenaamde relativen) die van belang waren voor het werk van Lammens. 
Volgens de auteur zelf bevatten de manuscripten een schat aan waardevol materiaal die veel duidelijk maken over het politieke, juridische en sociale leven van zijn tijd. Zijn uitvoerige beschrijving van Suriname uit 1822 maakt ook deel uit van zijn nagelaten werk.
De mémoires behandelen alleen de tijd dat Lammens officiële functies bekleedde. Er is hiaat van 1796 tot 1806 toen Lammens ambteloos burger was. En er zijn geen aantekeningen over de periode 1835-1847, de periode vanaf zijn pensionering tot aan zijn overlijden.
De handschriften worden sinds 1957 bewaard in de bibliotheek van het Surinaams Museum in Paramaribo. Een kopie bevindt zich in het Nationaal Archief in Den Haag.

#### Overzicht
- Deel I: Mr. Adriaan François Lammens (1788 - 1796) in zijne Ambtbetrekkingen: in het Eerste tijdvak (als Schepen en Raad der stad Vlissingen), het tweede tijdvak (Representant des Volks van Vlissingen, Gedeputeerde ter Generaliteit, Lid van het Comité tot de algemene zaken van het bondgenootschap te Lande).
- Deel I bis: Korte schets van het voorgevallene met de stukken daartoe relatyf in de Regeering der Stad Vlissingen, voor zo verre het zelve betrekking heeft tot Mr. Adriaen François Lammens, door hem zelfs beschreeven (3 April 1788 - 16 February 1795).
- Deel II: Relativen tot het gehouden gedrag van Mr. A.F. Lammens in deszelfs verschillende amptbedieningen.
- Deel III: Mr. Adriaan François Lammens (1806 - 1814) in zijne Ambtsbetrekkingen in het derde tijdvak (Maire van Axel, Maire van Vlissingen, ontfanger Particulier van t’Arrondissement Goes).
- Deel IV: [Relatieven tot het gehouden gedrag van Mr. A.F. Lammens in het derde tijdvak].
- Deel V: [Copiebrievenboek van de officiële brieven van A.F. Lammens als burgemeester van Vlissingen, van 30-12-1809 tot 15-12-1810 geschreven en gecopieerd door Jean Philippe Meslier].
- Deel VI: Mr. Adriaan François Lammens (1815-1836) in zijne Ambtsbetrekkingen (Lid van het Hof van Civiele Iustitie in Suriname, President van het zelve Hof, Regter in het gemengd Geregtshof tot wering van den slavenhandel, President van het Militaire Geregtshof.
- Deel VII: [Stukken betrekkelijk deel VI].
- Deel VIII: [Journaal en ambtelijke notulen].
- Deel IX: [Stukken behorende tot het Hof van Civiele Justitie].
- Deel X: [Stukken behorende tot het Gemengd Geregtshof].
- Deel XI: [Diverse stukken over Suriname].
- Deel XII: [Diverse stukken over Suriname].
- Deel XIII: Bijdragen tot de Kennis van de Kolonie Suriname, dat gedeelte van Guiana het welk bij Tractaat ten Iare 1815 aan Het Koninkrijk Holland is verbleven, door Mr. Adriaan François Lammens (tijdvak 1816 - 1822).
- Deel XIV: Vrijmoedige Aanmerkingen over het geen in De Kolonie Suriname is voorgevallen, sedert den 17 Februarij 1816, wanneer dezelve is overgenomen, zijnde volgens Tractaat van 13 Augustus 1814 onder het bestuur van Nederland terug Gekeert.
- Deel XV: [Bijlagen bij het eerste deel van Deel XIV].
- Deel XVI: [Bijlagen bij het tweede deel van Deel XIV].
- Deel XVII: [Portefeuille met diverse stukken over Suriname en A.F. Lammens].[13]

## Bijdragen tot de Kennis van de Kolonie Suriname
Deel XIII van de Mémoires bevat het manuscript over Suriname dat Lammens wilde laten uitgeven. De correspondentie met de beoogd uitgever W.P.van Stockum bevindt zich in deel XVII. 
Het originele manuscript is ingedeeld in vier afdelingen.
- Eerste afdeling - Geographie, statica, zeden en gewoonten
- Tweede afdeling - Enige springtogtjes  (uitstapjes naar de Commewijne, de watervallen in de Surinamerivier, naar Para, Coronie, Nickerie en Demerary en de beneden- en bovenloop van de Saramacca)
- Derde afdeling - De natuurlijke historie
- Vierde afdeling - Voorname belangen der Kolonie

Het manuscript sluit af met de redes die Lammens tussen 1818 en 1822 gehouden heeft voor de leden van de Maatschappij tot Nut van ’t Algemeen.
Het heeft tot 1982 geduurd voordat een uitgave in boekvorm beschikbaar kwam. In deze uitgave zijn alleen de afdelingen 1 en 4 opgenomen, op enkele plaatsen aangevuld met gegevens uit de niet gepubliceerde delen. In de inleiding wordt veel aandacht besteed aan de mening van Lammens over het koloniale plantagesysteem, de slavernij en de houding van plantage-eigenaren en regenten. De Bruijne beschrijft hem als een vertolker van het ‘redelijke’ koloniale denken in zijn tijd. Volgens Lammens is het mogelijk dat de kolonie als wingewest functioneert en tegelijkertijd positieve bestaansmogelijkheden biedt voor blanken, vrijlieden en slaven, onder voorwaarde dat bepaalde regels van ‘goed gedrag’ door meesters én door slaven in acht worden genomen. Hij was geen uitgesproken tegenstander van het systeem maar bestreed in zijn functie en in zijn geschriften wel de uitwassen ervan.

## Overige publicaties
- (fr) Rapport des événements qui ont lieu avant, pendant et après le bombardement de la ville de Flessingue. Depuis le 29 juillet jusqu'au 26 septiembre 1809. S.L. 1810.
- Redevoering ten betooge dat de sterfte of het afnemen van het getal der negerslaven in de kolonie Suriname niet zoo zeer aan mishandelingen maar hoofdzakelijk aan andere oorzaaken moet toegeschreven worden, uitgesproken te Paramaribo. Amsterdam, 1819.
- Bedenkingen bij het lezen van het artikel Koloniën, voorkomende in het 7e deel der bijdragen tot de huishouding van staat van den heer G.K. Grave van Hogendorp, uitgesproken te Paramaribo. Amsterdam, 1824.
- Gedachten over de emancipatie der negerslaven en de afschaffing van den slavenhandel waardoor jaarlijks een aantal negers worden vervoerd. 's-Gravenhage, 1844.

- Bibliothèque nationale de France: cb14558310p (data)
- Biografisch Portaal: 70304504
- International Standard Name Identifier: 0000 0000 2758 9127
- Library of Congress Control Number: n83020263
- Nederlandse Thesaurus van Auteursnamen: 070635285
- Parlement.com: vg09lmhmz3v2
- Système universitaire de documentation: 220105839
- Virtual International Authority File: 69171822
- WorldCat: E39PBJfRCpWdRgJph3BykCr8YP